# MBLE Épervier
L'Épervier est un drone de reconnaissance tactique belge conçu au début des années 1970 par la manufacture belge de lampes électriques (MBLE). Il fut en service dans la force terrestre belge de 1976 à septembre 1999.

## Histoire

### Genèse et développement
En 1964, l’OTAN manifeste le besoin de s’équiper en drones de reconnaissance tactique évoluant au-dessus des champs de bataille. L'année suivante, l’entreprise MBLE lance le projet "Épervier". Les cinq prototypes sont désignés X-1 à X-5, le premier est équipé d’un moteur à piston rotatif Wankel de 23 ch entrainant une hélice propulsive carénée. Les prototypes X-2 et X-3 sont munis de moteurs plus puissants, tout en gardant la même configuration. En 1968, c’est le X-4 muni d’un turboréacteur Rover TJ125 de 0,50 kN, qui effectue son premier vol, puis le X-5 avec un turboréacteur Lucas CT3201 d’environ 0,49 kN  l’année suivante. Le turboréacteur permet d’atteindre des vitesses plus importantes, indispensables à la survie du drone au-dessus du champ de bataille.
Le 24 avril 1969, le ministère de la Défense commande officiellement à MBLE trente systèmes Épervier. Le système est testé en Sardaigne de 1972 à 1973, durant ces évaluations, le prototype X-5 démontre une capacité à survoler et photographier des objectifs jusqu’à des distances de 70 kilomètres durant des vols préprogrammés. 

### Histoire opérationnelle
L'Épervier entre en service en 1976 au sein du 1er Peloton Drones SCB (Surveillance du
Champ de Bataille) du 1er corps d'armée belge basé en Allemagne à Köln-Dellbrück, près de Cologne.
En 1989, il fusionne avec le 80A et devient la Batterie d'Observation et de Surveillance 80A, également stationnée à Köln-Dellbrück ou se trouvent les moyens de topographie et d’observation du
1er Corps. L'année suivante, l’unité rejoint le camp d’Elsenborn et le système est retiré du service en septembre 1999, il sera remplacé en 2002 par le drone B-Hunter conçu et fabriqué par le consortium Eagle belgo-franco-israélien.

## Caractéristiques techniques

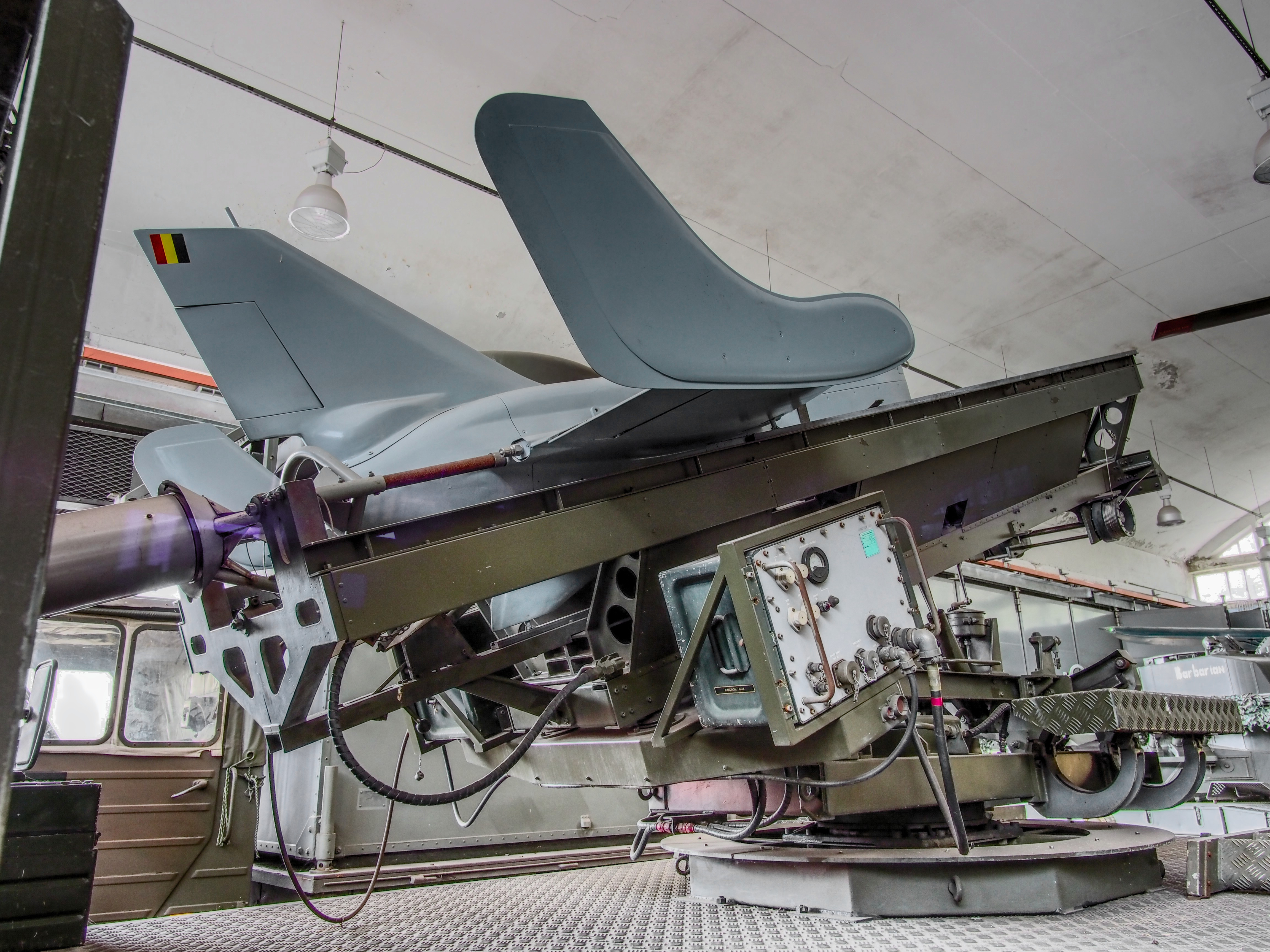
Vue arrière d'un Épervier sur sa rampe de lancement.

Le système Épervier comprend le drone Épervier, sa rampe de lancement mobile montée sur camion MAN 630 L2AE, un centre de contrôle et une unité mobile permettant le traitement et l’analyse des photographies prises durant les missions.
L’Épervier décolle de sa rampe de lancement grâce à une fusée d’appoint JATO générant 11,7 kN de poussée durant 0,7 seconde. Un système de pilotage automatique lui permet d’effectuer sa mission via un itinéraire programmée. Le vol se termine par le déploiement d'un parachute de récupération EFA de 60 m² situé dans un coffre au-dessus du nez, qui lui permet de se poser sans casse, dans un rayon de 150 m autour de l’endroit prévu.
Avion sans pilote avec une aile delta, l'Épervier présente une surface minimale de réflexion radar, il possède une structure métallique en alliage léger, son fuselage, de section carrée, contient un parachute de récupération, les systèmes de reconnaissance, de guidage et le turboréacteur. Les ailes, en aluminium, sont placées à l’arrière du fuselage, en position médiane. Leur forme en delta tronqué, leur permet d’être équipées d’ailettes à leurs extrémités. Elles contiennent chacune un réservoir contenant environ 12 kg de carburant. Sous le fuselage se trouve deux quilles qui améliorent la stabilité longitudinale durant le vol et qui absorbent également le choc lorsque le drone touche le sol à l’atterrissage.
La charge utile comprend un appareil photo français OMERA AA3-70 avec un objectif de 70 mm ou néerlandais Oude Delft TA8 pour les prises de vue de jour. Pour les prises de vue de nuit, un appareil photo Omera AA6-62 est utilisé, seize fusées éclairantes peuvent être tirées depuis le ventre de l'Épervier afin d’illuminer les objectifs survolés. Un caméra de télévision à bas niveau de lumière (TVBNL) Teledyne Brown ou un équipement SAT Cyclope permettant un balayage dans le spectre infrarouge en retransmettant les informations en temps réel sont également disponibles.